# Эндрюс, Энтони (антиковед)
Энтони Эндрюс (англ. Antony Andrewes; 12 июня 1910, Тависток, Англия — 13 июня 1990) — британский антиковед. Профессор Оксфорда (1953—1977), член Британской академии (1957).

## Биография
В 1923—29 годах учился в Винчестер-колледже, а в 1929—1933 годах — в оксфордском Нью-колледже.
В 1933—1946 годах — сотрудник оксфордского Пембрук-колледжа, а в 1946—53 годах — оксфордского Нью-колледжа.
В 1941—45 годах — на воинской службе, дослужился до капитана.
В 1953—1977 годах — Wykeham-профессор античной истории Оксфордского университета.
Кавалер ордена Британской империи (04.01.1945).

## Труды
- The Greeks, 1967
- The Greek tyrants, 1955
- A Historical commentary on Thucydides, (vols IV and V) 1970, 1981